# Primantenna
Primantenna è una rete televisiva italiana generalista che trasmette dal Piemonte. Viene diffusa anche in Liguria. 

## Storia
L'emittente locale con sede nella provincia di Torino, precisamente a Rivoli, nasce nel 1976 con il nome di STP (Studio Televisivo Padano). Trasmette programmi musicali e di intrattenimento popolari con protagonisti personaggi della realtà territoriale provinciale, talk d'attualità e sportivi e un telegiornale regionale, il tutto dai propri studi in via Carlo Leone 2/a, luogo facilmente accessibile dalla tangenziale.
In passato fungeva da ripetitore del circuito nazionale Supersix, rappresentando uno dei casi in cui la TV locale vince sui network nazionali.
Tra il 2011 e il 2012 il canale veniva diffuso anche via satellite in modalità free to air su Hot Bird. 
Con l'avvento del digitale terrestre Primantenna amplia la sua copertura: oltre al Piemonte (la si riceve sul canale LCN 14), viene sintonizzata anche in Liguria al numero 92 e nelle province occidentali della Lombardia al numero 117 e 298. Gli altri canali del gruppo Primantenna sono Motori Tv (visibile in Piemonte sulla LCN 89, in Liguria LCN 93 e in Lombardia LCN 118), Motori Tv Market, Primantenna Family, Radio Jukebox Tv e Canale Piemonte, diffuse esclusivamente in Piemonte.
A causa della riduzione delle frequenze dovuta alla liberazione della banda 700 MHz, nel mese di marzo 2022 vengono definitivamente chiusi gran parte dei canali secondari del gruppo: rimangono attivi l'ammiraglia Primantenna (in Piemonte LCN 14, in Liguria LCN 79 e in Lombardia LCN 188), la commerciale Motori Tv (in Piemonte LCN 78) e Quartarete Blu, storico marchio televisivo riesumato nel 2019 da parte dell'editore di Primantenna.

## Programmi
- Area goal, programma calcistico condotto da Clara Vercelli, in onda il venerdì alle 21:00.
- Autoccasioni, spazio quotidiano promozionale sul mondo dell'auto presentato dai concessionari del Piemonte, gestito con Motori TV. Ogni giorno in onda dalle 23:30.
- Bazar, il sabato sera Elia Tarantino presenta le fiere, le sagre e i mercati della regione per la conoscenza e la valorizzazione dei prodotti tipici, e per approfondire storie e lavori della gente comune[4].
- Chef per passione, rubrica culinaria di produzione esterna condotta da Maria Teresa Ruta e Matilde Brandi, in onda dal lunedì al venerdì alle ore 11:30.
- Cosa succede, si commentano le prime pagine dei giornali con l'aiuto degli esperti ospiti in studio e del pubblico da casa che può intervenire al telefono per esprimere la propria opinione. Dal lunedì al venerdì in diretta dalle ore 7:00 alle 9:00 con Wlady[5].
- Cosa succede... di sera, uno spazio riservato al pubblico da casa per poter intervenire senza filtro in diretta nel periodo estivo dal lunedì al venerdì alle 19:00.
- Dalla parola di Dio alla vita quotidiana, rubrica religiosa curata da Don Ruggero Marini, in onda il sabato e la domenica.
- Gli anni più belli, un viaggio nella storia della musica da ballo e degli artisti che ne hanno segnato un’epoca, conduce Ilaria Salzotto con Valter D'Angelo, Tony D’Aloia e Mimmo Mirabella ogni mercoledì sera alle 21:00.
- L'appetito vien cantando - in piola, i videoclip delle migliori orchestre e corali d'Italia. Conduce Mauro Mangone con Chiara e Wilmer Modat ogni giorno in diretta a partire dalle 12:30.
- L'appetito vien cantando - la seira, i videoclip delle migliori orchestre e corali d'Italia. Conduce Carlotta Iossetti con Beppe Carosso e Tony D'Aloia ogni giorno in diretta a partire dalle 19:30[6].
- La musica nel cuore, giochi e dediche musicali in diretta tutti i giorni alle ore 10:30 con Maurizio Silvestri.
- Ma che musica, ogni lunedì la prima serata è dedicata alle migliori orchestre da ballo d'Italia. Spesso vengono realizzati anche vari tour in discoteche.
- Ma che musica bimbi!, musicale serale periodico condotto da Carlotta Iossetti che ha per protagonisti i bambini.
- Ma che risate, varietà con gli sketch comici di Marco & Mauro, in onda il giovedì sera.
- Melodia italiana, intrattenimento musicale con dediche e canzoni in diretta con Wilmer Modat, in onda il lunedì, il mercoledì, il giovedì e il venerdì alle 18:00.
- Mille Canzoni, varietà musicale condotto da Tonya Todisco e Valter D'Angelo, in onda tutti i giorni alle 14:00.
- Mosaico - Moda e sapori in Tv, settimanale che segue eventi di moda ed enogastronomia, presentato da Elia Tarantino.
- Musica a colori, appuntamento musicale nel quale Micaela Sorrenti ripropone filmati d'epoca per ricordare i personaggi storici delle orchestre da ballo e per riascoltare i classici del liscio.
- Musica e Tradizioni, rubrica giornaliera nella quale Ilaria Salzotto guida lo spettatore alla scoperta del Piemonte attraverso la visita di borghi e paesi, portando alla conoscenza di edifici storici, usi, costumi e lavori del posto, in onda dal lunedì al venerdì alle 17:30.
- Musica in piazza, giri tra i mercati della regione per la conoscenza e la valorizzazione dei prodotti tipici, alternati all'ascolto di grandi successi italiani attraverso videoclip, in onda ogni giorno alle 12:00 con Elia Tarantino.
- Musicalmente, musicale in onda nel weekend che, in ogni puntata, propone tramite videoclip le principali canzoni di un'artista della musica da ballo.
- Pink in the city, talk al femminile condotto da Federica Peyla, in onda il sabato a partire dalle ore 22:00[7].
- Primafila, talk condotto da Wlady, in onda il martedì sera, che racconta il confronto, l'attualità e il costume della società di oggi attraverso opinionisti e giovani in studio e i telespettatori da casa ai telefoni[8].
- Prima la salute, rubrica settimanale dedicata alla medicina con esperti in studio.
- Sportello pensioni, servizio sull'assistenza pensionistica condotto da Stefania Uberti e Giorgio Melelli il martedì dalle ore 18:00.
- Va' che roba, video comici dalla rete commentati da Marco & Mauro.
- Vita da drag queen, Federica Peyla e Barbiebubu in una trasmissione alla scoperta del mondo delle drag queen in onda il sabato sera.

Inoltre, trasmette il proprio notiziario, PrimaNews, con edizioni in diretta dal lunedì al venerdì alle 14:30, alle 19:00 e alle 23:00 e il Magazine il sabato e la domenica. Precedentemente trasmetteva il notiziario Cronache provinciali News, in diretta dalle redazioni delle provincie, con tutte le notizie del territorio.

## Loghi

In uso da novembre 2005